# Yunguisaurus
Yunguisaurus es un género extinto de pistosaurio conocido de la provincia de Guizhou en China.

## Descripción
Yunguisaurus es conocido por el holotipo NMNS 004529/F003862, un esqueleto articulado y casi completo al que solo le falta la cola distal. El esqueleto preservado tiene una longitud de aproximadamente 1.7 m., pero con estimaciones mayores. Fue recolectado cerca del río Huangnihe, Chajiang de Guizhou, de la Formación Falang . Se cree que pertenece a la Paragondolella naantangensis-P. polygnathiformis, El montaje de la zona, que data del Carniano etapa de principios del Triásico tardío. Se diferencia de otros pistosauroides por una combinación de caracteres. Sin embargo, su descripción original es un informe preliminar, mientras que el esqueleto postcraneal aún espera una mayor preparación y una descripción completa.

## Etimología
Yunguisaurus fue nombrado por primera vez por Yen-Nien Cheng, Tamaki Sato, Xiao-Chun Wu y Chun Li en 2006 y la especie tipo es Yunguisaurus liae . El nombre genérico se deriva del Yungui Gaoyuan, una meseta que lleva el nombre de las provincias de Yunnan y Guizhou , en la que se encontró el holotipo, y saurus , griego para "lagarto". El nombre específicohonra al profesor de IVPP Jinling Li por contribuir al estudio reciente de la fauna de vertebrados marinos del Triásico chino.